# 黃尾櫛齒刺尾魚
黃尾櫛齒刺尾魚，為輻鰭魚綱鱸形目刺尾魚亞目刺尾魚科的其中一個種，於1938年由美國動物學家 Henry Weed Fowler首次正式描述，其模式產地為法屬玻里尼西亞土阿莫土群島的Takaroa，分布於中東太平洋的吉里巴斯、法屬波里尼西亞海域，棲息深度可達30公尺，本魚體呈橢圓形且側扁，整體顏色呈紅色，頭部有許多藍色斑點，這些斑點在身體上變成藍色線條，亮白色的尾鰭與身體的其他部位形成鮮明對比，背鰭硬棘8枚、背鰭軟條26-28枚、臀鰭硬棘3枚、臀鰭軟條23-26枚，體長可達16公分，棲息在珊瑚礁，以藻類為食。

## 擴展閱讀
維基物種上的相關：黃尾櫛齒刺尾魚